# Adoretus silonicus
Adoretus silonicus är en skalbaggsart som beskrevs av Ohaus 1914. Adoretus silonicus ingår i släktet Adoretus och familjen Rutelidae. Inga underarter finns listade i Catalogue of Life.